# Criminal (film, 2004)
Pour les articles homonymes, voir Criminal.
Pour plus de détails, voir Fiche technique et Distribution.
Criminal est un film américain réalisé par Gregory Jacobs, sorti en 2004.
Il s'agit d'un remake du film argentin Les Neuf Reines  (Nueve reinas) réalisé par Fabián Bielinsky, sorti en 2000.

## Synopsis
Deux escrocs, Richard Gaddis et Rodrigo, se rencontrent par hasard et le premier propose un partenariat provisoire au second. Plus tard, un ancien associé de Richard doit céder aux deux hommes une escroquerie pouvant rapporter plusieurs millions : la vente d'un faux Silver Certificate très bien imité à un riche collectionneur qui doit quitter le pays le lendemain.

## Fiche technique
- Réalisation : Gregory Jacobs
- Scénario : Gregory Jacobs et Steven Soderbergh
- Photographie : Chris Menges
- Montage : Douglas Crise et Stephen Mirrione
- Musique : Alex Wurman
- Sociétés de production : Warner Independent Pictures, 2929 Entertainment, Section Eight, Criminal Films Inc.
- Sociétés de distribution : Warner Independent Pictures (États-Unis), Warner Bros. (France, Italie, Royaume-Uni, Pays-Bas)
- Pays de production :  États-Unis
- Langue originale : anglais
- Format : couleur - 1,85:1 - Dolby Digital
- Genre : Comédie dramatique et thriller
- Durée : 87 minutes
- Dates de sortie : 
  - États-Unis : 24 septembre 2004
  - France : 19 janvier 2005

## Distribution

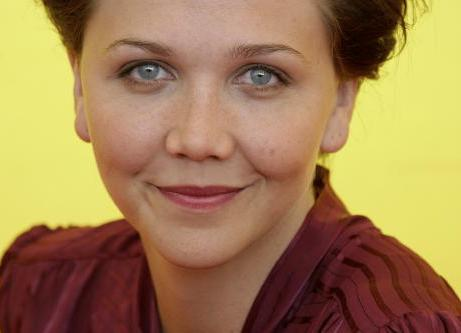
L'actrice principale Maggie Gyllenhaal, l'année de la sortie du film.

- John C. Reilly (VF : Bruno Abraham-Kremer) : Richard Gaddis
- Diego Luna (VF : Marc Saez) : Rodrigo
- Maggie Gyllenhaal (VF : Nathalie Bienaimé) : Valerie
- Peter Mullan (VF : Gabriel Le Doze) : William Hannigan
- Zitto Kazann (VF : Jean Lescot) : Ochoa
- Jonathan Tucker () : Michael
- Laura Cerón : la serveuse
- Ellen Geer : Grandma
- Maeve Quinlan : Heather
- Brent Sexton (VF : Michel Vigné) : Ron
- Malik Yoba (VF : Lucien Jean-Baptiste) : Frank Hill
- Lillian Hurst (VF : Denise Metmer) : Madame Ochoa
- Jack Conley (VF : Patrick Béthune) : Henry
- Michael Shannon : Gene
- Patricia Belcher : La banquière

Source VF 

## Accueil
Projeté dans seulement 90 salles aux États-Unis, le film a rapporté 929 000 $ au box-office américain. En France, il a réalisé 13 695 entrées.
Il obtient 69 % de critiques positives, avec une note moyenne de 6,4/10 et sur la base de 121 critiques collectées, sur le site Rotten Tomatoes. Sur Metacritic, il obtient un score de 61/100 sur la base de 35 critiques collectées.